# Chao-i sing
Chao-i sing (čínsky pchin-jinem Hàoyī xíng, znaky 皓衣行; česky „Cesta bílých šatů“), známý též jako Immortality („Nesmrtelnost“), je připravovaný čínský televizní seriál natočený podle BL románu žánru sien-sia Er-cha che ta-de paj-mao š’-cun (čínsky znaky 二哈和他的白猫师尊; česky „Husky a jeho bílý kočičí mistr“), kterou napsal/a autor vystupující pod pseudonymem „Masový knedlíček nejí maso“ (čínsky v českém přepisu Žou-pao pu-čch’ žou, pchin-jinem Ròubāo Bùchī Ròu, znaky 肉包不吃肉). Hlavní role ztvárnili Luo Jün-si a Čchen Fej-jü. Seriál bude vysílán na platformě Tencent Video a jeho délka bude 50 epizod.

## Děj
Příběh se odehrává v nepokojné době, kdy svět čelí možné invazi démonů skrz trhlinu v nebesích. Čchu Wan-ning (Luo Jün-si), nejmocnější taoistický mudrc, se vydává světu na pomoc. S pomocí svých schopností zabrání rozdělení nebes a zároveň přivede zpět na správnou cestu svého pomýleného žáka Mo Žana (Čchen Fej-jü), kterého naučí upřednostňovat vyšší dobro před osobními zájmy. Dvojice nakonec spolu s dalšími kladnými hrdiny zasvětí svůj život boji proti zlým silám, které ohrožují svět.

## Obsazení

### Hlavní role
| Herec                                             | Postava                | Poznámky |
| ------------------------------------------------- | ---------------------- | --- |
| Čchen Fej-jü Neoznámeno (mladý)                   | Mo Žan (墨燃)          | Zdvořilostní jméno: Mo Wej-jü (墨微雨) Čchu Wan-ningův sebevědomý, zlomyslný a drzý třetí žák s průměrnými studijními výsledky. Shodou náhod získá tajemné vzpomínky, v nichž vystupuje jako krvelačný Pán Tcha-sien (踏仙君), který nenávidí Čchu Wan-ninga a zapřisáhne se, že vyvraždí všechny odpůrce zla na světě. Pod vlivem útržků cizích vzpomínek se Mo Žanova osobnost začne postupně měnit a bude si muset své vlastní vědomí vydobýt zpět. |
| Luo Jün-si Chuang I (náctiletý) Lin C’-jie (dítě) | Čchu Wan-ning (楚晚宁) | Stařec Jü-cheng (玉衡长老) Také známý jako Jü-cheng Noční nebe (晚夜玉衡) a Nesmrtelný muž Velkého vozu (北斗仙尊). Velmistr nadpozemského světa, který za chladným zevnějškem skrývá citlivou a starostlivou povahu. Většinu svého času věnuje nevděčnému úkolu utěsňování trhlin v bariéře mezi říší duchů a říší smrtelníků. Volný čas tráví vytvářením cenově dostupných mechanických zařízení (jako je např. Svatý strážce noci), aby měli obyčejní lidé možnost chránit se před duchy. Přijme za své poslání chránit lidi a zbavovat svět zla, a to i za cenu vlastního života. |

### Vedlejší role

#### Hora života asmrti
| Herec/herečka | Postava                | Poznámky |
| ------------- | ---------------------- | --- |
| Čchen Jao     | Š’ Mej (师昧)          | Zdvořilostní jméno: Š’ Ming-ťing (师明净) Š’ Mej se prezentuje jako dobrosrdečná, zdvořilá, rozumná a nekonfliktní. Často zaujímá roli prostřednice v hádkách mezi Mo Žanem a Süe Mengem. Ve skutečnosti však skrývá smrtící tajemství. Bude se muset rozhodnout mezi svým stávajícím životem a pomstou.       |
| Čou Čchi      | Süe Meng (薛蒙)        | Zdvořilostní jméno: Süe C’-ming (薛子明薛子明) Narcistický mladý pán Hory života a smrti, který skrývá zodpovědnou a laskavou stránku. Hluboce respektuje svého učitele Čchu Wan-ninga a vroucně miluje své rodiče Süea Čeng-junga a Paní Wang. Když jeho sektu postihne katastrofa, je nucen se osamostatnit. |
| Tse Kwan-ho   | Süe Čeng-jung (薛正雍) | Mistr Hory života a smrti Laskavý a dobromyslný mistr, který založil sektu Hora života a smrti, aby ochránil nižší svět před říší duchů. Přesvědčil Čchu Wan-ninga, který ze znechucení opustil sektu Žu-feng, aby se stal členem Hory života a smrti.                                                         |

## Produkce

### Předprodukce a natáčení

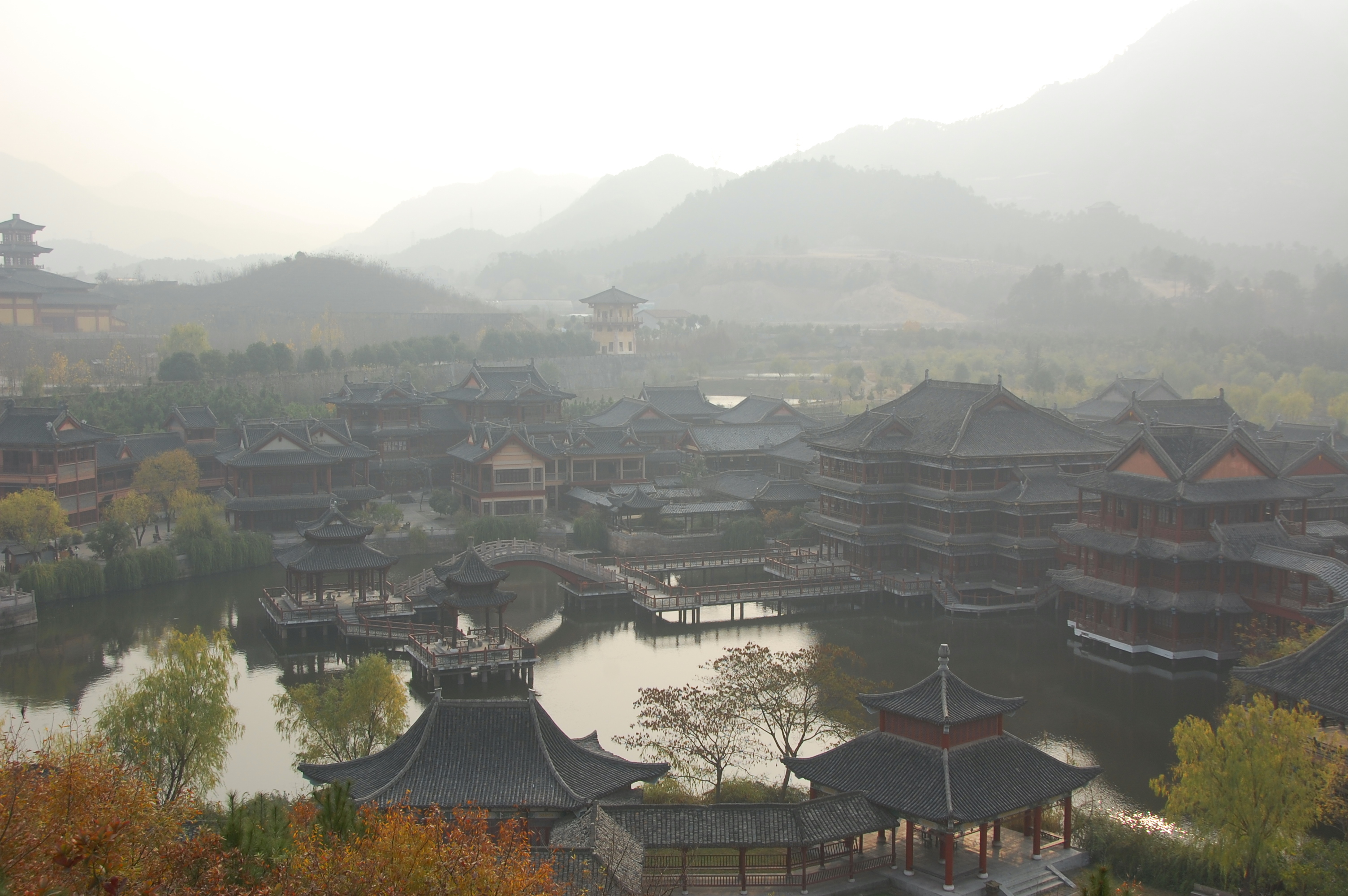
Hengdian World Studios, hlavní lokace natáčení

Dne 6. ledna 2020 uvěřejnila společnost CD Home Studio pozvánku na casting a informace o štábu. Seriál byl produkován studii Tencent Penguin Pictures a Otters Studio. Režisérem byl Che Šu-pchej a hlavními producenty byli Čchi Šuaj, Jie Fang-cchang a Wang I-žung. Dne 8. ledna 2020 byla oznámena registrace seriálu u čínské Státní správy filmu, rozhlasu a televize. Obsazení hlavních rolí bylo oznámeno 21. ledna. Natáčení bylo zahájeno 24. dubna 2020 v Hengdian World Studios.[zdroj?]

### Koncepce a design
Většina členů štábu se podílela na romantickém fantasy dramatu Siang-mi čchen-čchen ťin žu-šuang z roku 2018; mezi nimi je designérský tým Chua Tchien, tým pro vizuální efekty TimeAxis, vedoucí vizážista Ceng Ming-chuej a fotograf/ka statických scén Li Žuo-jü. Umělecké režie se ujal/a Čchen Sin a kostýmy navrhl/a Chuang Wej. Dne 21. ledna 2020 byly na oficiálním profilu studia Otters na platformě Weibo zveřejněny koncepční kresby vytvořené týmem Chua Tchien.